# Formalismo post-newtoniano parametrizzato
Il formalismo post-newtoniano è uno strumento di calcolo che esprime le equazioni gravitazionali di Einstein (non lineari) in termini di deviazioni di ordine inferiore alla teoria di Newton, permettendo approssimazioni utilizzabili nel caso di campi deboli. (I termini di ordine più elevato possono essere aggiunti per aumentare la precisione, ma per i campi forti è di solito preferibile risolvere numericamente le equazioni complete).
Il formalismo parametrizzato post-newtoniano (o, se si scambiano i termini aggettivali, formalismo post-newtoniano parametrizzato) o formalismo PPN è una versione di questa formulazione che con chiarezza espone nei dettagli i parametri laddove la teoria generale gravitazionale può differire dalla gravità newtoniana. Può essere usato come uno strumento per confrontare la teorie classiche della gravitazione nel limite più importante per gli esperimenti gravitazionali quotidiani: il limite in cui il campo gravitazionale è debole e generato da oggetti che si muovono lentamente rispetto alla velocità della luce. 
Il formalismo PPN è valido per le teorie di metrica della gravitazione in cui tutti i corpi soddisfano il principio di equivalenza di Einstein (PEE). Quindi, nelle teorie non tiene conto delle variazioni della velocità della luce, perché le variazioni nella velocità della luce non fanno parte del PEE, e il formalismo PPN non è direttamente rilevante per le teorie con una metrica non-simmetrica perché si assume che la metrica sia simmetrica.

## Storia
Le prime parametrizzazioni dell'approssimazione post-newtoniana sono state eseguite da Arthur Stanley Eddington (1922). Tuttavia, sono state affrontate solo con il campo gravitazionale nel vuoto fuori da un corpo sferico isolato. Ken Nordtvedt (1968, 1969) le integrò includendovi 7 parametri. 
Clifford Martin Will (1971) introdusse una descrizione della materia dei corpi celesti sottoposta a tensione continua. Le versioni qui descritte si basano su Wei-Tou Ni (1972), Will e Nordtvedt (1972), Charles W. Misner et al. (1973) (vedi Gravitazione), e Will (1981, 1993) e hanno 10 parametri.

## Notazione beta-delta
Dieci parametri post-newtoniani caratterizzano completamente il comportamento del campo debole della teoria. Il formalismo è stato uno strumento valido nelle prove della relatività generale. Nell'annotazione di Will (1971), Ni (1972), Misner et al. (1973) essi hanno i seguenti valori:
| {\displaystyle \gamma }     | Quanta curvatura di spazio {\displaystyle g_{ij}} è prodotta per unità di massa a riposo?                                                             |
| {\displaystyle \beta }      | Quanta non linearità c'è nella legge di sovrapposizione per la gravità {\displaystyle g_{00}} ?                                                       |
| {\displaystyle \beta _{1}}  | Quanta gravità viene prodotta per unità di energia cinetica {\displaystyle \textstyle {\frac {1}{2}}\rho _{0}v^{2}} ?                                 |
| {\displaystyle \beta _{2}}  | Quanta gravità è prodotta per unità di energia potenziale gravitazionale {\displaystyle \rho _{0}/U} ?                                                |
| {\displaystyle \beta _{3}}  | Quanta gravità viene prodotta per unità di energia interna {\displaystyle \rho _{0}\Pi } ?                                                            |
| {\displaystyle \beta _{4}}  | Quanta gravità viene prodotta per unità di pressione {\displaystyle p} ?                                                                              |
| {\displaystyle \zeta }      | Differenza tra energia cinetica radiale e trasversale nella gravità                                                                                   |
| {\displaystyle \eta }       | Differenza tra tensione radiale e trasversale nella gravità                                                                                           |
| {\displaystyle \Delta _{1}} | Quanto trascinamento (dragging) di sistemi (frames) inerziali {\displaystyle g_{0j}} viene prodotto per unità di momento {\displaystyle \rho _{0}v} ? |
| {\displaystyle \Delta _{2}} | Differenza tra momento radiale e trasversale nel trascinamento dei sistemi (frames) inerziali                                                         |

{\displaystyle g_{\mu \nu }} è il tensore metrico simmetrico 4 per 4 e gli indici {\displaystyle i} e {\displaystyle j} vanno da 1 a 3.
Nella teoria di Einstein, i valori di questi parametri sono scelti (1) per adattarsi alla legge gravitazionale di Newton nel limite di velocità e massa prossime allo zero, (2) per assicurare la conservazione di energia, massa, momento e momento angolare, e (3) per rendere le equazioni indipendenti del sistema di riferimento. In questa notazione, la relatività generale ha i parametri PPN 
{\displaystyle \gamma =\beta =\beta _{1}=\beta _{2}=\beta _{3}=\beta _{4}=\Delta _{1}=\Delta _{2}=1} e {\displaystyle \zeta =\eta =0}

## Notazione alfa-zeta
Nella notazione più recente di Will & Nordtvedt (1972) e Will (1981, 1993, 2006) viene utilizzato un diverso insieme di dieci parametri PPN.
{\displaystyle \gamma =\gamma }
{\displaystyle \beta =\beta }
{\displaystyle \alpha _{1}=7\Delta _{1}+\Delta _{2}-4\gamma -4}
{\displaystyle \alpha _{2}=\Delta _{2}+\zeta -1}
{\displaystyle \alpha _{3}=4\beta _{1}-2\gamma -2-\zeta }
{\displaystyle \zeta _{1}=\zeta }
{\displaystyle \zeta _{2}=2\beta +2\beta _{2}-3\gamma -1}
{\displaystyle \zeta _{3}=\beta _{3}-1}
{\displaystyle \zeta _{4}=\beta _{4}-\gamma }
{\displaystyle \xi } è calcolato da {\displaystyle 3\eta =12\beta -3\gamma -9+10\xi -3\alpha _{1}+2\alpha _{2}-2\zeta _{1}-\zeta _{2}}
Il significato di questi è che {\displaystyle \alpha _{1}} , {\displaystyle \alpha _{2}} e {\displaystyle \alpha _{3}} misurano l'estensione degli effetti del sistema (frame) scelto. {\displaystyle \zeta _{1}} , {\displaystyle \zeta _{2}} , {\displaystyle \zeta _{3}} , {\displaystyle \zeta _{4}} e {\displaystyle \alpha _{3}} misurano l'incapacità della conservazione di energia, momento e momento angolare. 
In questa notazione, la relatività generale ha i parametri PPN
{\displaystyle \gamma =\beta =1} and {\displaystyle \alpha _{1}=\alpha _{2}=\alpha _{3}=\zeta _{1}=\zeta _{2}=\zeta _{3}=\zeta _{4}=\xi =0}
La relazione matematica tra metrica, potenziali metrici e parametri PPN per questa notazione è:
{\displaystyle {\begin{matrix}g_{00}=-1+2U-2\beta U^{2}-2\xi \Phi _{W}+(2\gamma +2+\alpha _{3}+\zeta _{1}-2\xi )\Phi _{1}+2(3\gamma -2\beta +1+\zeta _{2}+\xi )\Phi _{2}\\\ +2(1+\zeta _{3})\Phi _{3}+2(3\gamma +3\zeta _{4}-2\xi )\Phi _{4}(\zeta _{1}-2\xi )A-(\alpha _{1}-\alpha _{2}-\alpha _{3})w^{i}w^{i}U\\\ -\alpha _{2}w^{i}w^{j}U_{ij}+(2\alpha _{3}-\alpha _{1})w^{i}V_{i}\end{matrix}}}
{\displaystyle g_{0i}=-\textstyle {\frac {1}{2}}(4\gamma +3+\alpha _{1}-\alpha _{2}+\zeta _{1}-2\eta )V_{i}-\textstyle {\frac {1}{2}}(1+\alpha _{2}-\zeta _{1}+2\xi )W_{i}-\textstyle {\frac {1}{2}}(\alpha _{1}-2\alpha _{2})w^{i}U-\alpha _{2}w^{j}U_{ij}\;}
{\displaystyle g_{ij}=(1+2\gamma U)\delta _{ij}\;}
dove gli indici ripetuti sono sommati. {\displaystyle w^{i}} è un vettore di velocità. {\displaystyle \delta _{ij}=1} se e solo se {\displaystyle i=j}.
Ci sono dieci potenziali metrici, {\displaystyle U}, {\displaystyle U_{ij}} , {\displaystyle \Phi _{W}},  {\displaystyle A} , {\displaystyle \Phi _{1}}, {\displaystyle \Phi _{2}}, {\displaystyle \Phi _{3}}, {\displaystyle \Phi _{4}},  {\displaystyle V_{i}} e {\displaystyle W_{i}}, uno per ogni parametro PPN per assicurare un'unica soluzione. 10 equazioni lineari in 10 incognite sono risolte invertendo una matrice 10 per 10. Questi potenziali metrici hanno forme come:
{\displaystyle U=\int {\rho _{0} \over |\mathbf {x} -\mathbf {x} '|}d^{3}x'}
che è semplicemente un altro modo di scrivere il potenziale newtoniano gravitazionale.
Una lista completa di potenziali metrici può essere trovata in Misner et al. (1973), Will (1981, 1993, 2006) e altrove.

## Come applicare il PPN
Esempi del processo di applicazione del formalismo PPN alle teorie gravitazionali alternative possono essere trovati in Will (1981, 1993). Si tratta di nove passi:
- Passo 1: Identificare le variabili, che possono comprendere: (a) variabili gravitazionali dinamiche come la metrica {\displaystyle g_{\mu \nu }}, il campo scalare {\displaystyle \phi }, il campo vettoriale {\displaystyle K_{\mu }}, il campo del tensore {\displaystyle B_{\mu \nu }} e così via; (b) le principali variabili geometriche come una metrica piana di fondo {\displaystyle \eta _{\mu \nu }}, la funzione temporale cosmica {\displaystyle t}, e così via; (c) la materia e i campi non gravitazionali variabili.

- Passo 2: Stabilire le condizioni di confine cosmologico. Assumere una cosmologia isotropica omogenea, con coordinate isotropiche nel sistema (frame) a riposo dell'universo. Una soluzione cosmologica completa può o non può essere necessaria. Chiamare i risultati  {\displaystyle g_{\mu \nu }^{(0)}=\operatorname {diag} (-c_{0},c_{1},c_{1},c_{1})}, {\displaystyle \phi _{0}}, {\displaystyle K_{\mu }^{(0)}}, {\displaystyle B_{\mu \nu }^{(0)}}.

- Passo 3: Ottenere nuove variabili da {\displaystyle h_{\mu \nu }=g_{\mu \nu }-g_{\mu \nu }^{(0)}}, con {\displaystyle \phi -\phi _{0}}, {\displaystyle K_{\mu }-K_{\mu }^{(0)}} o {\displaystyle B_{\mu \nu }-B_{\mu \nu }^{(0)}} se necessario.

- Step 4: Sostituire queste forme nelle equazioni di campo, mantenendo soltanto tali termini in quanto necessari per ottenere una soluzione coerente finale per {\displaystyle h_{\mu \nu }}. Sostituire il tensore di tensione del fluido perfetto per le sorgenti di materia.

- Passo 5: Risolvere per {\displaystyle h_{00}} in {\displaystyle O(2)}. Ipotizzando che questo tende a zero lontano dal sistema, si ottiene la forma {\displaystyle h_{00}=2\alpha U} dove {\displaystyle U} è il potenziale gravitazionale newtoniano e {\displaystyle \alpha } può essere una funzione complicata che comprende la "costante" gravitazionale {\displaystyle G}. La metrica newtoniana ha la forma {\displaystyle g_{00}=-c_{0}+2\alpha U}, {\displaystyle g_{0j}=0}, {\displaystyle g_{ij}=\delta _{ij}c_{1}}. Lavorare in unità dove la "costante" gravitazionale misurata oggi lontano dalla materia gravitante è l'unità così fissata {\displaystyle G_{\text{oggi}}=\alpha /c_{0}c_{1}=1}.

- Passo 6: Dalle versioni linearizzate delle equazioni di campo risolvere per {\displaystyle h_{ij}} in {\displaystyle O(2)} e {\displaystyle h_{0j}} in {\displaystyle O(3)}.

- Passo 7: Risolvere per {\displaystyle h_{00}} in {\displaystyle O(4)}. Questo è il passo più confuso, che coinvolge tutte le non-linearità nelle equazioni di campo. Il tensore dell'energia-tensione deve anche essere sviluppato in ordine sufficiente.

- Passo 8: Convertire in locale le coordinate quasi-cartesiane e standardizzare il gauge PPN.

- Passo 9: Confrontando il risultato per {\displaystyle g_{\mu \nu }} con le equazioni presentate nei PPN con i parametri alfa-zeta, leggere i valori del parametro PPN.

## Teorie gravitazionali a confronto
Una tabella che confronta i parametri PPN per le 23 teorie gravitazionali può essere trovata nei parametri PPN per un campo di teorie.
La maggior parte delle teorie di metrica gravitazionale possono essere incluse in categorie. Le teorie scalari della gravitazione comprendono in modo conforme teorie piane e teorie stratificate con sezioni di spazio-tempo ortogonali.
Nelle teorie conformemente piane, come la teoria gravitazionale di Nordström, la metrica è data da {\displaystyle \mathbf {g} =f{\boldsymbol {\eta }}} e per questa metrica {\displaystyle \gamma =-1}, che è violentemente in disaccordo con le osservazioni.
Nelle teorie stratificate come quella gravitazionale di Yilmaz la metrica è data da {\displaystyle \mathbf {g} =f_{1}\mathbf {d} t\otimes \mathbf {d} t+f_{2}{\boldsymbol {\eta }}} e per questa metrica {\displaystyle \alpha _{1}=-4(\gamma +1)}, la quale anche è in disaccordo violento con le osservazioni.
Un'altra classe di teorie sono le teorie quasi-lineari come quella gravitazionale di Whitehead. Per queste {\displaystyle \xi =\beta }. Le magnitudini relative delle armoniche delle maree terrestri dipendono da {\displaystyle \xi } e {\displaystyle \alpha _{2}}, e le misurazioni mostrano che le teorie quasi-lineari non concordano con le osservazioni delle maree terrestri.
Un'altra classe di teorie metriche è la teoria bimetrica. Per tutte queste {\displaystyle \alpha _{2}} è diverso da zero. Dalla precessione della rotazione solare sappiamo che {\displaystyle \alpha _{2}<4\times 10^{-7}}, e che effettivamente esclude le teorie bimetriche.
Un'altra classe di teorie metriche sono le teorie del tensore-scalare, come la teoria di Brans-Dicke. Per tutte queste, {\displaystyle \gamma =\textstyle {\frac {1+\omega }{2+\omega }}}. Il limite di {\displaystyle \gamma -1<2,3\times 10^{-5}} significa che {\displaystyle \omega } dovrebbe essere molto grande, perciò queste teorie stanno rendendo sempre meno probabile il miglioramento della precisione sperimentale.
La classe principale finale delle teorie metriche sono le teorie del vettore-tensore. Per tutte queste la "costante" gravitazionale varia con il tempo e {\displaystyle \alpha _{2}} è diverso da zero. Gli esperimenti del Lunar Laser Ranging costringono strettamente la variazione della "costante" gravitazionale con il tempo e {\displaystyle \alpha _{2}<4\times 10^{-7}}, così anche queste teorie sembrano improbabili.
Ci sono alcune teorie metriche gravitazionali che non rientrano nelle categorie sopra elencate, ma comportano problemi identici.

## Precisione delle prove sperimentali
Limiti sui parametri PPN - Will (2006)
| Parametro                   | Confine                             | Effetti                                     | Esperimento                                   |
| --------------------------- | ----------------------------------- | ------------------------------------------- | --------------------------------------------- |
| {\displaystyle \gamma -1}   | {\displaystyle 2{,}3\times 10^{-5}} | Ritardo temporale, deflessione della luce   | Rilevamento di Cassini                        |
| {\displaystyle \beta -1}    | {\displaystyle 2{,}3\times 10^{-4}} | Effetto Nordtvedt, spostamento del perielio | Effetto Nordtvedt                             |
| {\displaystyle \xi }        | {\displaystyle 0{,}001}             | Maree terrestri                             | Dati gravimetrici                             |
| {\displaystyle \alpha _{1}} | {\displaystyle 10^{-4}}             | Polarizzazione orbitale                     | Allineamento laser lunare                     |
| {\displaystyle \alpha _{2}} | {\displaystyle 4\times 10^{-7}}     | Precessione rotazionale                     | Allineamento dell'asse solare con l'eclittica |
| {\displaystyle \alpha _{3}} | {\displaystyle 4\times 10^{-20}}    | Auto-accelerazione                          | Statistica dello spin-down della pulsar       |
| {\displaystyle \zeta _{1}}  | {\displaystyle 0{,}02}              | -                                           | Confini della PPN combinati                   |
| {\displaystyle \zeta _{2}}  | {\displaystyle 4\times 10^{-5}}†    | Accelerazione di pulsar binaria             | PSR 1913+16                                   |
| {\displaystyle \zeta _{3}}  | {\displaystyle 10^{-8}}             | 3ª legge di Newton                          | Accelerazione lunare                          |
| {\displaystyle \zeta _{4}}  | {\displaystyle 0{,}006}‡            | -                                           | Esperimento Kreuzer                           |

† Will, C.M., Il momento è conservato? Un test nel sistema binario PSR 1913 + 16, Astrophysical Journal, Part 2 - Letters, vol. 393, no. 2, luglio, 1992, pp. L59-L61. (ISSN 0004-637X)
‡ Basato su {\displaystyle 6\zeta _{4}=3\alpha _{3}+2\zeta _{1}-3\zeta _{3}} da Will (1976, 2006). È teoricamente possibile per un modello alternativo di gravità bypassare questo confine, nel qual caso il confine è  {\displaystyle |\zeta _{4}|<0,4} da Ni (1972).